# 正希光
正希 光（まさき ひかる、1962年8月1日 - ）は、芸能プロダクション「たむらプロ」所属の元俳優、プロデューサー。芸名は「正希光」（丹波哲郎命名）だが、プロデューサー業では本名を名乗っている。本名は小林正希だが、「小林正季」と改名していた時期もあった。
静岡県静岡市（旧清水市）出身。静岡県立清水東高等学校を経て筑波大学を卒業し、中学校・高等学校教諭免許を持つ。
韓流ブームの時は、韓国と日本の有名タレントのプロモーションを専門とし、多くのタレントの売り出しに係わっていた。また、地域再生や組織再生の実績も多い。俳優・タレント養成所講師・企業の人材育成講師・プロデューサーなど幅広い活動をしている。
現在は、株式会社COREZONのCOOを務め、ペット事業など、様々な社会事業を手掛けている。
一般社団法人 障害者武道協会 常務理事(初代事務局長)、一般社団法人 日本アニマルピック委員会 理事。元参議院議員の公設第一秘書を務めた経験もある。

## 出演

### テレビドラマ
- 眠らない森（1991年、CBC）
- 闇を斬る!大江戸犯科帳 第10話「江戸城御金蔵を狙え」（1993年、日本テレビ） - 村野龍一郎 役
- 火曜サスペンス劇場『掏摸（スリ）』（1993年、日本テレビ）
- 火曜サスペンス劇場「女弁護士高林鮎子」シリーズ（日本テレビ）
  - 第13作（1993年） - 野島刑事 役
  - 第16作（1995年） - 小西刑事 役
  - 第17作（1995年） - 亀山刑事 役
  - 第19作（1996年） - 湯田康博 役
  - 第20作（1997年） - 矢沢刑事 役
  - 第21作（1997年） - 別所裕司 役
  - 第30作（2002年） - フリースクール教師 役
- ドラマ新銀河（NHK）
  - 木綿のハンカチ〜ライトウインズ物語（1997年）- 松倉秀彦 役
- 火曜サスペンス劇場「犯罪心理分析官ファイナル」（1998年、日本テレビ）
- 痛快!三匹のご隠居 第9話「花のお江戸の大勝負・人生は七転び八起き」（1999年、テレビ朝日）
- ドラマ30「キッズ・ウォー」第1シリーズ〜第4シリーズ（1999年 - 2002年、CBC） - 小学校教師・山村恭二 役
- 利家とまつ〜加賀百万石物語〜（2002年、NHK） - 前野勝右衛門 役
- 女と愛とミステリー「保険調査員・蒲田吟子3」（2002年、テレビ東京）
- 月曜ミステリー劇場「駅前タクシー湯けむり事件案内」（2003年、TBS）
- Deep Love 〜アユの物語〜（2004年、テレビ東京）
- 水曜ミステリー9「指紋捜査官・塚原宇平」シリーズ（2005年 - 2008年、テレビ東京） - 山野辺孝志 役
- 金田一少年の事件簿 吸血鬼伝説殺人事件（2005年、日本テレビ） - 二神育夫 役
- 新マチベン 〜オトナの出番〜（2007年、NHK）
- ガラスの牙（2007年、CBC） - 木村監察官 役

### CM
- 花王「サクセス・ステップカラー」（2010年）